# Daft Punk Is Playing at My House
Singles de LCD Soundsystem
Movement
(2004) Disco Infiltrator
(2005)
Daft Punk Is Playing At My House est le cinquième single de LCD Soundsystem sorti le 21 février 2005.
Le clip vidéo qui l'accompagne est un hommage ironique aux clips respectifs de Spike Jonze et de Michel Gondry pour les morceaux Da Funk et Around the world des Daft Punk. Le morceau atteint la première place des UK Dance Chart de 2005 et la 29ème place UK Singles Chart.
La chanson est nommée pour le Grammy Award du meilleur enregistrement dance en 2006.

## Pistes

### CD and 12"
1. "Daft Punk Is Playing at My House"
2. "Daft Punk Is Playing at My House (Soulwax Shibuya Mix)"

### 7" vinyl
A side: "Daft Punk Is Playing at My House"
B side: "Jump into the Fire"

## Crédit
James Murphy : chant, synthétiseurs, guitare basse, guitare, boîte à rythmes, cloche

## Réutilisation

### Jeux vidéos
Ce morceau est présent dans les jeux vidéos suivants :
- FIFA 06
- SSX on Tour
- Burnout Revenge
- Forza Motorsport 2
- Dance Dance Revolution
- Dance Dance Revolution Hottest Party 3 (en)
- Dance Dance Revolution X2 (2009 video game) (en)

### Films
- The Limits of Control
- Projet X
- Les Flingueuses
- Looking for Alaska

### Autres apparitions
Au cours de l'émission de la BBC Radio 1 live lounge, le groupe punk rock britannique Slaves (English band) (en) reprend ce morceau.